# Mumiy Troll
Mumiy Troll (en russe Мумий Тролль) est un groupe de rock russe formé en 1983.

## Historique
Le groupe Mumiy Troll (Мумий Тролль) est fondé en octobre 1983 à Vladivostok (Extrême-Orient russe); le nom est un clin d'œil aux Moumines de Tove Jansson. Le groupe commence à se faire un nom à Vladivostok vers 1985, mais sa carrière est mise en suspens par le départ du chanteur Ilia Lagoutenko pour le service militaire en 1987, puis pour la Chine et la Grande-Bretagne où il part travailler. Lagoutenko ne revient en Russie que vers 1995, mais c'est à Londres qu'il enregistre successivement en 1997 le premier et le second album studio du groupe, Морская (« Marine ») et Икра (« Caviar »), sous la direction de Chris Bandy. Le groupe entame la même année sa première grande tournée à travers la Russie et la CEI. Les albums, les vidéo-clips et les tournées s'enchaînent ensuite rapidement et le groupe rencontre vite un grand succès dans les pays de langue russe.

## La musique de Mumiy Troll
La musique de Mumiy Troll tient autant de la variété que du rock. En Occident, elle serait plutôt considérée comme de la musique pop (en Russie, le terme « pop » désigne, quant à lui, la variété destinée aux discothèques). À l'instar de Zemfira, Mumiy Troll a enregistré tous ses albums à Londres et sa musique tranche avec le rock soviétique des années 1970 et 1980 (DDT, Machina Vremeni, Kino, etc.).
Les paroles de Lagoutenko sont loin de toute contestation politique et de toute gravité et se tournent plutôt vers la fantaisie, l'ironie voire le second degré.
Peu connu en France, le groupe a joué à Londres, New York, Montréal, en Allemagne, au Danemark, au Japon, en Israël, à Monaco et au Groenland. Il a également enregistré une version en anglais de Nevesta, un de ses plus grands succès, destinée aux pays scandinaves et baltes. Il n'a cependant pas vraiment réussi à percer hors de l'ex-URSS.
Mummiy Troll a représenté la Russie lors du Concours Eurovision de la chanson en 2001, à Copenhague.

## Membres du groupe
- Ilia Lagoutenko (Илья Лагутенко) : chant, guitare, auteur-compositeur des chansons et "concepteur" du groupe.
- Evgeni Zvidenny (Евгений Звиденный) : basse
- Oleg Pounguine (Олег Пунгин) : batterie
- Iouri Tsaler (Юрий Цалер) : guitare, claviers et saxophone.

## Discographie
- Новая луна апреля (démo, 1985)
- Делай Ю-Ю (démo, 1990)
- Морская (album studio, 1997)
- Дельфины (album studio, 1997)
- Икра (album studio, 1997)

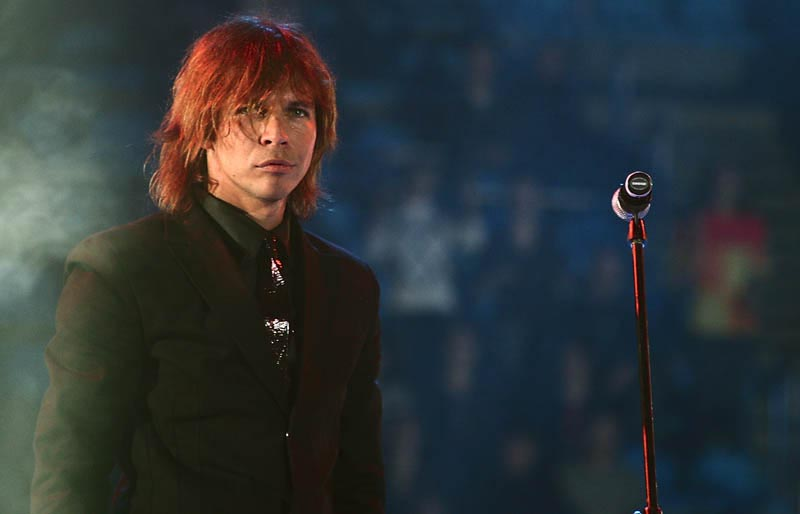
Ilia Lagoutenko, le chanteur et leader du groupe.

- Шамора (compillation des chansons des années 1983 à 1990, 1998)
- С Новым Годом, Крошка! (maxi-single, 1998)
- Невеста? (single, 1999)
- Карнавала нет (single, 1999)
- Точно Ртуть Алоэ (album studio, 2000)
- Без Обмана (single, 2000)
- Моя певица (single, 2000)
- Необыкновенный концерт в Гостином Дворе (album live, 2001)
- Lucky Bride? (single, reprise en anglais de Невеста?,  2002)
- Ртуть Алоэ XXI (album live, 2002)
- Это по любви (single, 2002)
- Меамуры (album studio, 2002)
- Real Best (compilation "best of", 2003)
- Доброе утро, Планета! (single, 2003)
- Похитители Книг (bande originale du film Pokhititeli Knig, 2004)
- Иди, я буду (maxi-single, 2004)
- Слияние и Поглощение (album studio, 2005)
- Mumiy Troll remixes (compilation de remixes, 2005)
- Amba (album studio, 2007)
- 8 (album studio, 2008)
- Comrade Ambassador (album studio, 2009)
- Редкие земли (album studio, 2010)
- Vladivostok (album studio, 2012)
- SOS матросу (album studio, 2013)
- Пиратские копии (album studio, 2015)
- Malibu Alibi (album studio, 2016)
- ВОСТОК Х СЕВЕРОЗАПАД (album studio, 2018)
- Призраки Завтра (album studio, 2020)
- После зла (album studio, 2020)